# Капитолий штата Северная Дакота
Капитолий штата Северная Дакота (англ. North Dakota State Capitol) — административное правительственное здание в городе Бисмарк, столице штата Северная Дакота.
21-этажное здание капитолия расположено по адресу 600 East Boulevard Avenue и занимает площадь в 160 акров (0,6 км²). Находится в окружении других правительственных зданий в парковой зоне. Интересно, что 12 февраля 2007 года здесь был зафиксирован мировой рекорд по самому большому числу людей, делающих снежных ангелов одновременно в одном месте, вошедший в Книгу рекордов Гиннесса.

## История
Первое здание капитолия было построено в 1883—1884 годах. Расширялось в 1894 и 1903 годах и сгорело дотла 28 декабря 1930 года. Пожар начался с ветоши в чулане верхнего этажа здания, которая использовалась для очистки и нанесения лака на стол законодателей при подготовке к предстоящей сессии Законодательного собрания. Секретарь штата Северная Дакота Роберт Бирн смог сохранить оригинал Конституции штата. Губернатор Джордж Шафер, в этот день вернувшийся из своей поездки в Сент-Пол, штат Миннесота, застал только горящее здание. Законодатели штата временно расположились в зданиях Bismarck's War Memorial Building и City Auditorium. Новое здание начали строить в период Великой депрессии. Окончательный вид оно приняло в 2007 году.

## Планировка
Капитолий штата Северная Дакота включает шесть зданий: основное здание Capitol building, North Dakota Department of Transportation building,  North Dakota Heritage Center, Liberty Memorial Building, North Dakota Governor's Residence и North Dakota State Office Building. Их окружают два парка: Myron Atkinson Park и Capitol Park, на которых растут американские вязы. Также здесь имеется торговый центр Capitol Mall.

## Достопримечательности

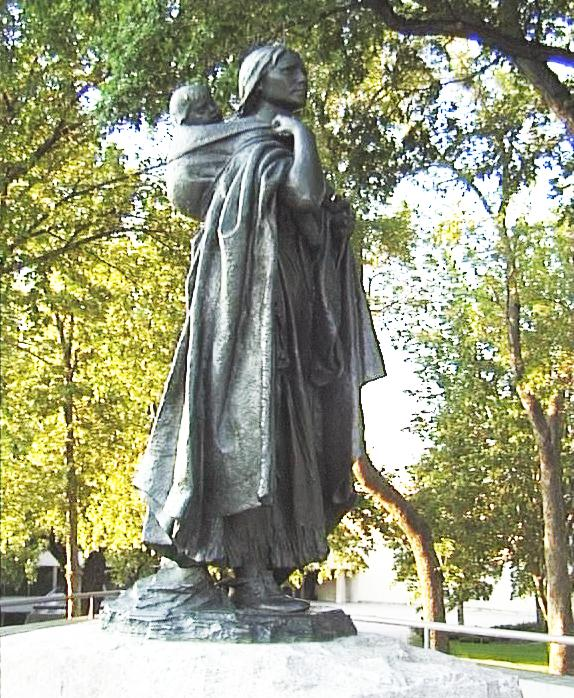
Памятник Сакагавее, 2004 год

Одним из наиболее известных памятников на территории капитолия является памятник семьям-первопроходцам (англ. Pioneer Family), созданный в 1946 году скульптором Авардом Фэрбенксом.
Также здесь находится мемориал всем ветеранам (англ. All Veterans Memorial) Северной Дакоты, которые служили в Вооруженных силах США в течение первых ста лет государственности. Был открыт 10 июня 1989 года. На бронзовых памятных табличках указаны имена 4050 мужчин и женщин, погибших в войнах. В ночное время монумент освещён, рядом имеются каменные скамейки для сидения.
В числе прочих достопримечательностей — памятники Кортесу, Сакагавее, губернатору штата Джону Бурку, линкору «Северная Дакота» и другие.